# 下見 (東広島市)
下見（したみ）は、広島県東広島市の地名。現行行政地名は西条下見（さいじょうしたみ）五丁目から七丁目および西条町下見（さいじょうちょうしたみ）。郵便番号は西条下見が739-0047、西条町下見が739-0044。当地域の人口は4,163人（2024年3月末現在、住民基本台帳による。東広島市調べ。）。西条下見は住居表示が実施されており、西条町下見は住居表示未実施である。

## 地理
JR西条駅から南西に3.5 kmほど離れた場所に位置している。
東に西条中央、北に寺家、西に八本松町原、南に鏡山（広島大学東広島キャンパス）ならびに田口に面している。西条下見は東側から順に五丁目から七丁目まであり、一丁目から四丁目は欠番となっている。
広島大学に近いことから、学生向けのマンション・アパートが多い。そのため、「下見学生街」と称されることもある。

## 歴史

### 沿革
- 1939年（昭和14年）7月1日：広島県賀茂郡に属する西条町、寺西村、下見村、御薗宇村、吉土実村が合併して新たに西条町が発足[5][6]。下見は西条町の大字となる[5]。
- 1974年（昭和49年）4月20日：賀茂郡に属する西条町、八本松町、志和町、高屋町が合併して市制施行し、東広島市が発足[7][8]。下見は「西条町」を冠称して東広島市の大字となる[7]。
- 1993年（平成5年）12月6日：西条町下見の一部地域に住居表示が実施される。該当地域は西条中央の一部となり、西条町下見から分離される[9]。
- 2000年（平成12年）2月28日：西条町下見の一部地域をもって西条下見が設置され、住居表示が実施される[9]。

## 交通

### 鉄道
過去から一貫して、町内に鉄道路線が通ったことはない。最寄り駅は西条駅、寺家駅、八本松駅などであるが、いずれも3 km以上の距離がある。

### バス
JRバス中国と芸陽バス がバス路線を運行しており、西条駅、八本松駅、広島国際大学方面にバスが運行されている。
また、広大中央口、広大北口バス停は町外にあるものの、町境から至近距離にあり、利用可能である。両バス停からは西条駅、八本松駅方面に加え、東広島駅までの路線バス、大阪方面への高速バスも運行されている。

### 道路
- 広島県道195号西条停車場線 - 通称ブールバール
- 広島県道332号吉川西条線 - 公式なものではないが、「下見街道」という通称がある[13]。

## 教育
町内のほぼ全域で、市立小・中学校に通う場合、学区は以下のようになる。
- 小学校 - 三ツ城小学校（西条中央）
- 中学校 - 中央中学校（西条町下見）

西条町下見の一部（二神山近辺）のみ、学区は以下のようになる。
- 小学校 - 郷田小学校（西条町郷曽）
- 中学校 - 向陽中学校（西条町大沢）

## 施設
- ゆめタウン学園店
- 三ツ城地域センター（下見福祉会館）[15]
- 明顕寺
- 旧石井家住宅 (東広島市)

## 世帯数・人口
以下は2023年10月の数値である。
- 西条下見五丁目 - 483世帯、665人
- 西条下見六丁目 - 614世帯、703人
- 西条下見七丁目 - 118世帯、147人
- 西条町下見 - 1625世帯、2801人